# Sedlo Ploskej
Sedlo Ploskej (1396 m) – szeroka, trawiasta przełęcz w grupie górskiej Wielkiej Fatry w Karpatach Zachodnich na Słowacji. Oddziela szczyt Ploski (Ploská, 1532 m) na zachodzie od spiętrzenia Čiernego kamenia (Čierny kameň, 1479 m) na wschodzie.
Północno-wschodnie stoki opadają stromo do Ľubochnianskiej doliny (Ľubochnianska dolina), południowo-wschodnie do doliny Pilná (odnoga Revúckiej doliny). Formalnie stanowi przejście między tymi dolinami, chociaż nie była w tym celu używana ani przez dawnych pasterzy, ani przez obecnych turystów.
Obecnie przełęcz stanowi węzeł znakowanych szlaków turystycznych. Cały jej rejon jest trawiasty. Są to wytworzone przez ludzi pasterskie hale. Ze względu na swą rozległość, w czasie mgły jest miejscem dość mylnym. Tuż pod wschodnimi zboczami przełęczy zbudowano porządną, drewnianą wiatę turystyczną ze stołem i ławami oraz ustawiono tablicę ścieżki dydaktycznej Naučný chodnik Čierny kameň.

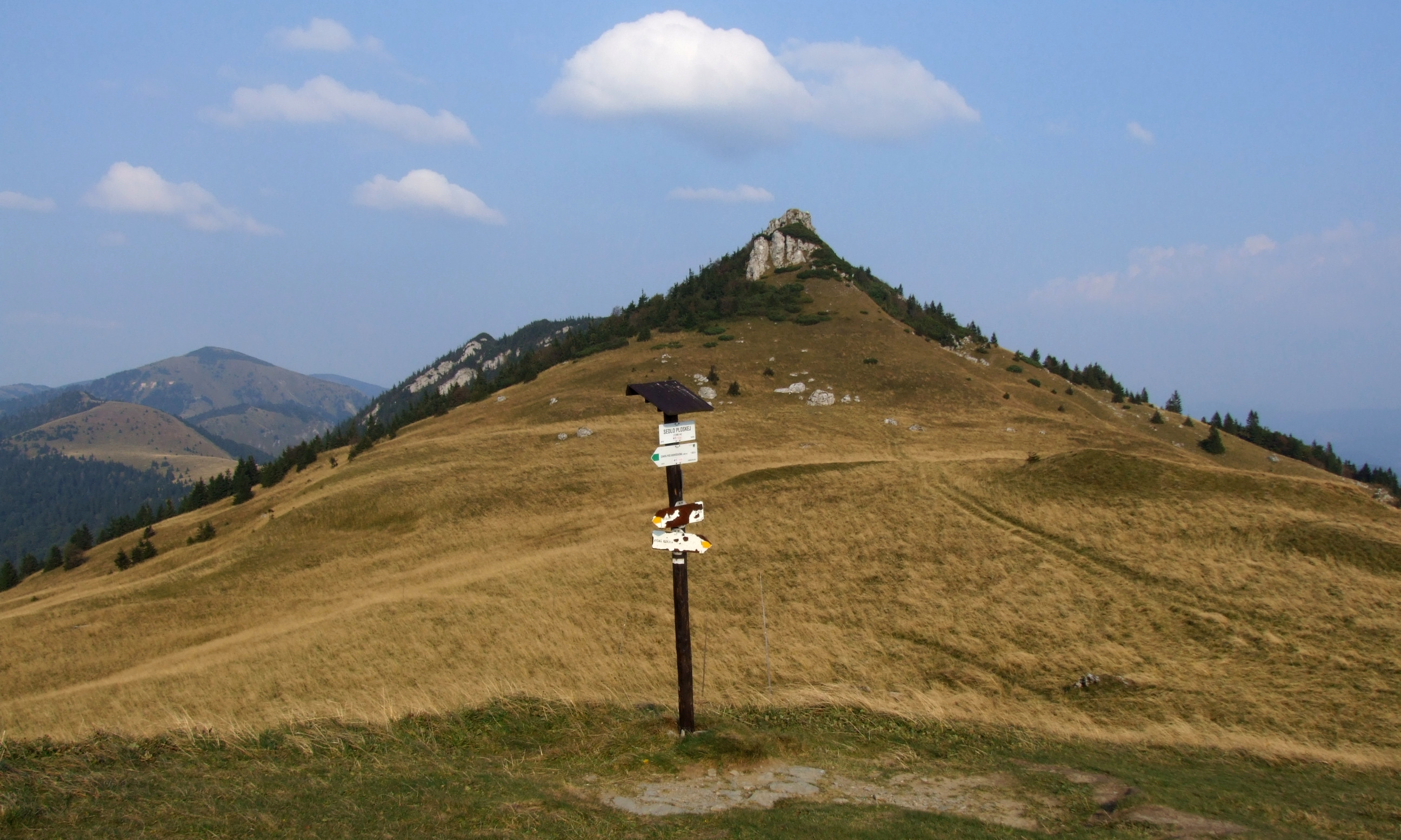
Sedlo Ploskej i Čierny kameň jesienią
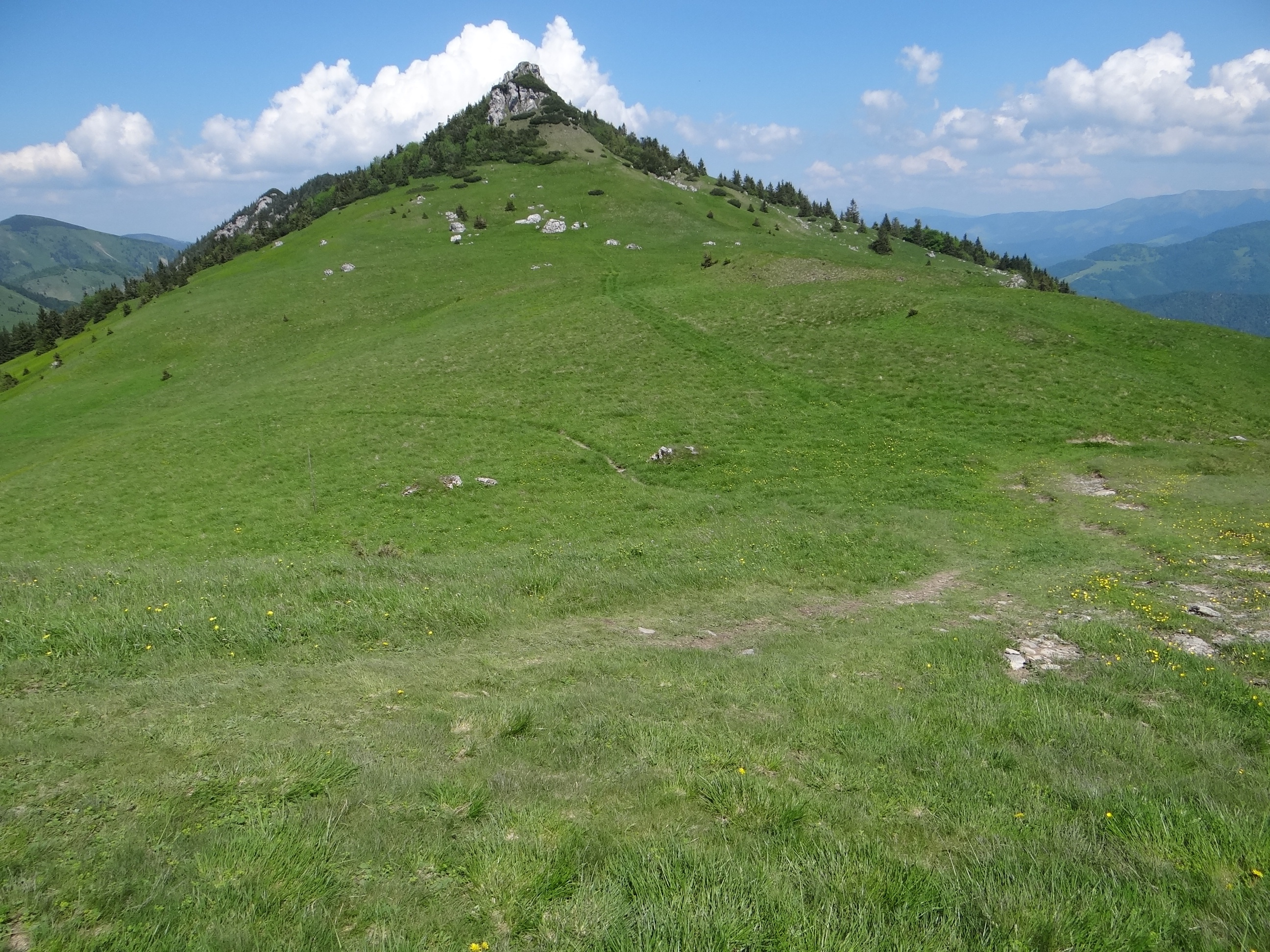
Sedlo Ploskej i Čierny kameň latem
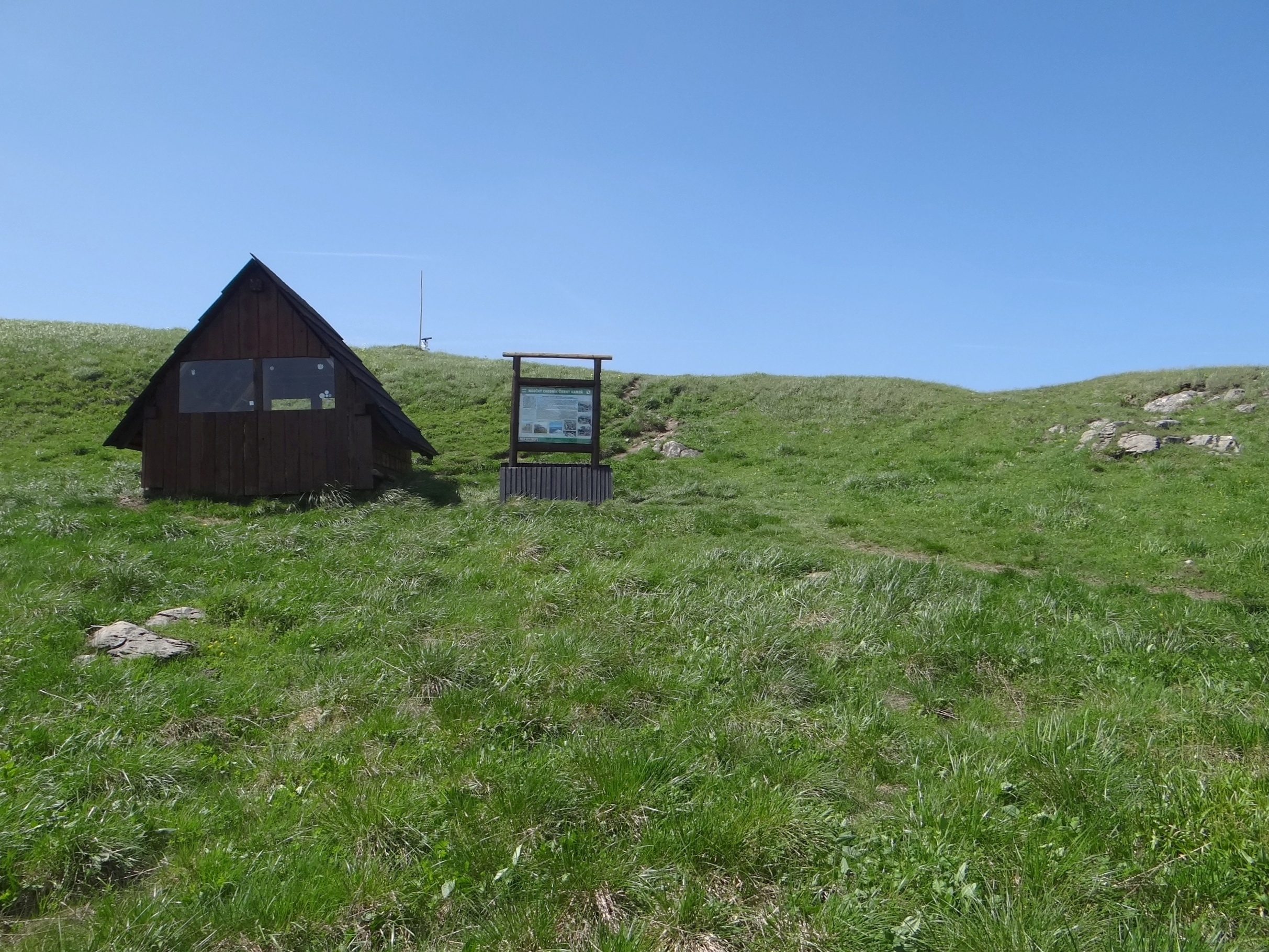
Wiata pod przełęczą
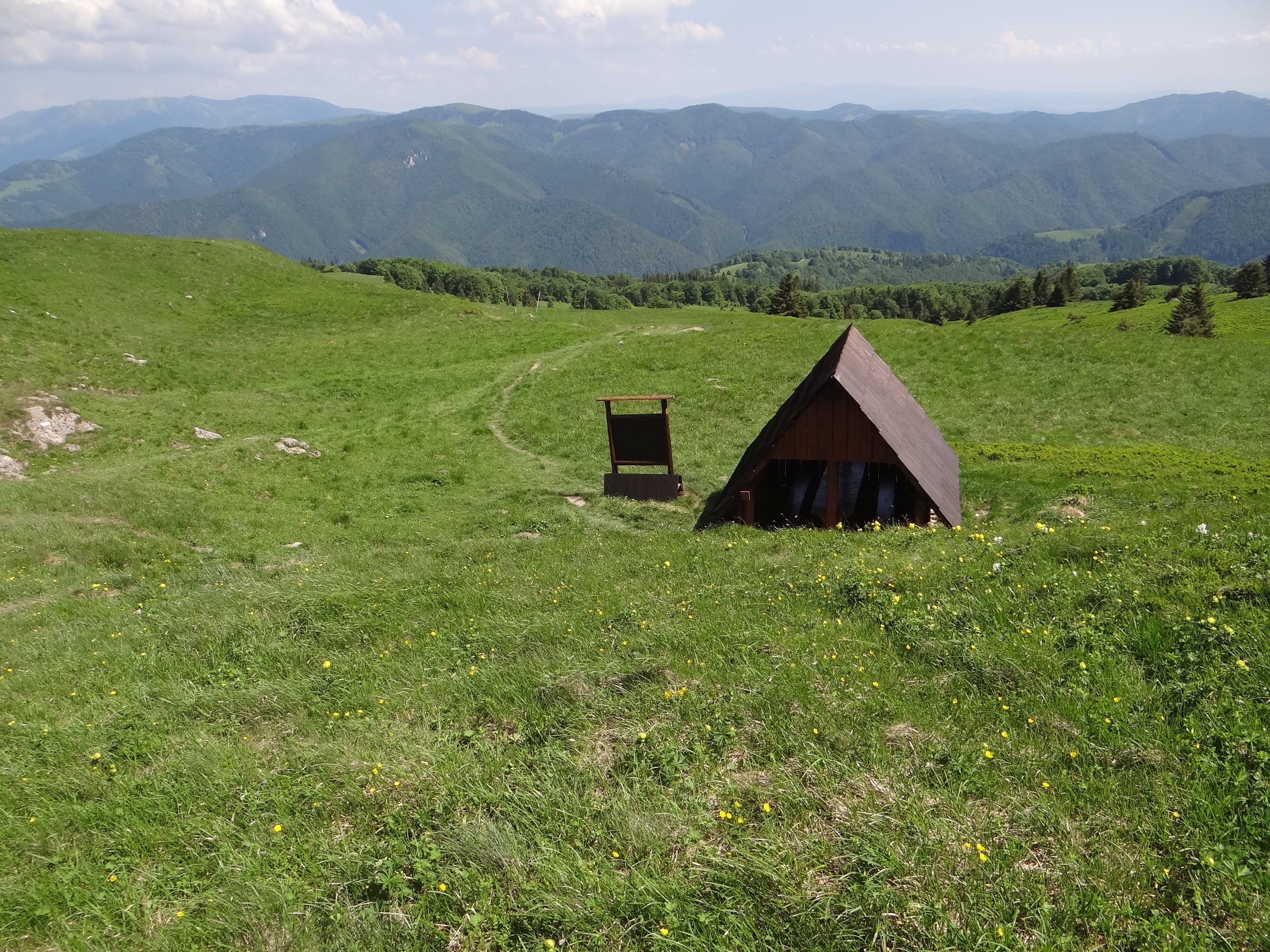
Widok z przełęczy na południowy wschód

## Szlaki turystyczne
odcinek: Rużomberk – Krkavá skala – Pod Sidorovom – Sedlo pod Vtáčnikom – Vtáčnik – Vyšné Šiprúnske sedlo – Nižné Šiprúnske sedlo – Malá Smrekovica – Močidlo, hotel Smrekovica – Skalná Alpa – Tanečnica – Severné Rakytovské sedlo – Rakytov – Južné Rakytovské sedlo – Minčol – Sedlo pod Čiernym kameňom – Sedlo Ploskej. Suma podejść 1922 m, odległość 27,3 km, czas przejścia 9,30 h, ↓ 8,35 h
  Belá-Dulice – Belianska dolina – Chata pod Borišovom – skrzyżowanie szlaków Nad Studeným – Sedlo Ploskej. Suma podejść 1112 m, odległość 4,9 km, czas przejścia 4,40 h, ↓ 1,30 h
  Wyšná Revuca – Magury – Sedlo Ploskej – Ploská. Suma podejść na Sedlo Ploskej:  700 m, odległość 4,9 km, czas przejścia 2,05 h, ↓ 1,30 h.